# Carlos de Aragón de Gurrea
Carlos de Aragón de Gurrea, född 1634, död 1692, var en spansk hertig, generalguvernör eller ståthållare i de Spanska Nederländerna 1675–1677. Han utnämndes till Consejo de Estado 1680.